# Dacnusa prisca
Dacnusa prisca är en stekelart som beskrevs av Griffiths 1967. Dacnusa prisca ingår i släktet Dacnusa och familjen bracksteklar. Arten är reproducerande i Sverige. Inga underarter finns listade i Catalogue of Life.